# 大原めぐみ
大原 めぐみ（おおはら めぐみ、1975年〈昭和50年〉4月16日 - ）は、日本の女性声優。東京都出身。ケッケコーポレーション所属。

## 略歴

### 子供時代
小学1年生の頃に父親の意向で児童劇団に入る。映画やテレビドラマのレギュラー出演はなかったものの、CMのエキストラ出演などを経験。その後は小学校の演劇クラブでも少し芝居を楽しんでいた。
小さい頃は、職業としての声優についてはほとんど意識していなかったが、人のモノマネが好きでよく行っていた。
学生時代は陸上部に1年弱所属して短距離走をしていたが、走るのも遅く練習も熱心にしていなかった。その後は帰宅部だったため、放課後は、友人と遊んだり、友人が所属していた部活に遊びに行ったりしていた。
小学校時代の卒業文集にも書いていたが、その頃になりたかった職業は美容師で「声優になりたい」とはまだ考えていなかった。

### 10代 - 20歳
10代後半の頃に「華やかな世界っていいなぁ」と思い、職業としての声優に憧れる。勉強は苦手だったため、唯一好きな科目だった英語を磨こうと、専門学校で英語の勉強をするが、英語を仕事にできるようなレベルには至らなかった。将来について色々と模索していた19歳か20歳の頃に、雑誌で「声優無料育成オーディション」の募集記事を見つけて応募。3次選考で舞台に立つ経験をするも落選。この時を後に振り返り「緊張より楽しさが上回った」と語っている。
同時期に2回ほどオーディションを受け、最終的には落選したが、いずれも1次審査を通過し好感触を得る段階まで進んだことが自信につながり「基本的な勉強をすれば、声優になれる可能性があるんじゃないか」と手応えを感じていた。

### 声優養成所へ
美容師として働き、結婚・出産後、専業主婦をしていた27歳の時に声優への挑戦を決意。大原は後にこの決断が、他の人にはない自分の変わっていたところだと、学生向けの記事（2020年のWeb用記事『声優道 名優50人が伝えたい仕事の心得と生きるヒント』）にて語っている。「やればできるんじゃないかな？」と思い、自分の中の可能性を信じて「やってみなければわからない」と、素直に行動に移すことができたという。夫に「声優の勉強をしたい」と伝えたところ「君がやりたいのなら、やってみれば？」と背中を押されたので、説得する必要は全くなかったという。
声優になるための勉強をしたことがなかったため「じゃぁ、きちんと養成所に通って基本的なことを学んでからチャレンジしたほうがいいだろう」と、メイド居酒屋ひよこ家でのアルバイトの傍ら、難波圭一が主宰する養成所・松濤アクターズギムナジウム（SAG）声優部に第8期生として入学。
演技の勉強をするのは初めてだったため、1年目は毎週のレッスンをこなすことで精一杯だった。初めは発声や滑舌などの基本的な技術、後半は、授業で修了発表会があるため、それに向けてのレッスンを重点的に行うようになった。
養成所のレッスンは週1回、日曜の3時間であり、その間は夫が子供の世話を行っていた。夫は子供好きで、レッスンから帰宅する大原を温かく迎えていたが、当時は子供が1歳くらいだったため世話は大変だったろうと後に大原は語っている。
外郎売りについてはとく練習しており、自分で録音して聞いて耳で覚えたものを目で覚えたり、自分なりにどうやったらうまく覚えられるかを考えながらしていた。
楽しかったのは短い学園ものの題材で皆で掛け合いをする授業、苦手だったのはジャズダンスのレッスンだった。
通っていた声優部日曜クラスは雰囲気が良く仲の良い仲間で「どうしたら修了発表会でいい作品が出来るか」などと皆で真剣に考えたり、そのために色々努力したりしていた。2008年の大原のインタビューによると、その後も連絡を取り合う大切な仲間だという。

### 二重のレッスン生活とデビュー
養成所に通い始めてから1年後、声優事務所・ケッケコーポレーションの所属オーディションを受ける。しかし緊張して噛み噛みになり、途中でマネージャーに「もういいよ」と言われたため、「もう落ちた」と思うも「準合格」し、事務所預かりとなる。
前述の通り、当初は声優になりたくて松濤アクターズギムナジウムに入所したが、学びだして半年ほどしたところ「私は声優になれなくてもいいや」と思い始めた。自分の内面に大きな変化が起きたといい、自分が自分がということではなく、人の気持ちを考えられることができるようになったということが、一番大きなことだったと語る。養成所で学んだことで、自分の中の人生が変わったような感じで、その後は欲がなくなったような感じになったのかもしれないという。心から「声優になれなくても私は松濤アクターズギムナジウムに通って良かった」と思った。そうこうしていくうちに、何度も失敗していたオーディションに準合格して所属になった時は驚き2008年時点でも未だにわからないという。
その後1年間、声優養成所での週1のレッスンを継続しつつ、声優事務所のゼミ（ケッケゼミ）でも学ぶという二重のレッスン生活を送った後、同声優事務所に正式に所属。
当時は家に帰ってからしなくてはいけない課題や練習が倍になってしまいその上家事もあるため、結構ハードだった。松濤アクターズギムナジウムでのレッスンは1年目とそれほど変わらなかった。しかし「声優になる!!」という気持ちを持ち続けながら、基礎や基本に励み、「毎日今の自分には何ができるか」を課題に練習していた。ケッケゼミでは課題で出される要求が難しく自分ではやっているつもりでも、全くできていない状態が続いていた。台本をもらい、その本読みを講師に聞いてもらっていたが、その時に「ただ読んでいるだけ」と指摘されたり、「その台本の世界に自分がいたらそういう表現はしないでしょう」と言われてしまったり毎回緊張していた。自分ではかなり頑張っていたが、課題自体をしっかりこなせていたとは思えない状態でわからないことが多すぎて消化不良のままずっと学んでいたような感じだった。ゼミで学んだことを養成所の授業でどう活かせるかということも逆に試せたため、この2つのレッスンは両方無駄なことはなく、2008年時点でも基本は大事と感じている。自分が徐々に出来るようになったかもと思えるようになったのは、2年目ぐらいからで、養成所でのレッスンの時、講師の難波に1人ずつ聞いてもらったことがあった。その際に一度もミスを指摘されず、認められたような気がして、「このままがんばっていいんだな」と少しだけだが、ようやく自信が持てるようになった。
2008年のインタビューで松濤アクターズギムナジウムでは、教えてもらえた全ての講師にお世話になったと語り、その中でも大原のいたクラスを受け持って指導してもらえた林毅史とケッケゼミなどで厳しく指導してもらえた難波には特に感謝しているという。林とは、よく「かっこよく生きようね」と話しており、その時の「かっこいい」という意味は「自分に正直に、そして人を思いやれるように生きる」ということだった。自分の中では大事な指針で人の気持ちや人としての在り方、生き方を学ばせてもらえた気がしていたという。
事務所預かり期間中に出演したゲーム『THE 鑑識官』（2005年2月17日発売）の「鑑太」役で声優デビュー。
大原がプロの声優になれたことについては一番わからないという。『ドラえもん（テレビ朝日版第2期）』の総監督だった楠葉宏三の妻が「演技とは自分をどれだけ捨てられるかということ」という話を述べており、そこの部分では、「私は他の人には負けてないかな」と思ったこともあった。クラスの仲間でも大原より芝居のうまい人物はたくさんおり、大原が選ばれたのは「運が良かったからなのかなぁ」と語る。

### ドラえもんの「のび太」の声優に
2004年の12月頃から始まった『ドラえもん（テレビ朝日版第2期）』声優オーディションにて、応募総数590人、約120倍に及ぶ倍率の中を勝ち抜き野比のび太役に抜擢。
2005年4月にテレビアニメデビューを果たす。のび太の声は過去に日本テレビ版で太田淑子、テレビ朝日版第1期で小原乃梨子が演じており、大原は3代目。
当初行われたテープオーディションでは「自分がやりたい役をやってください」と言われたため、のび太とドラえもんを受ける。かねてから好きだった『ドラえもん』のオーディションを受けられること自体が嬉しく、「すごいすごい! 受けさせてもらえるんだ!」と感じるのみで、審査に通るとは1ミリも考えていなかったという。後年、当時のテープ音声を聴いた大原は、とてものびのびとリラックスして演じていたと語っている。
2次審査のスタジオオーディションを控えた大原に、事務所の社長・難波圭一は「楽に楽しんでのびのびと演じてきなさい」とアドバイスをしている。2次審査には様々な声優がおり、「あの方たちも受けてるんだ〜!!」と何だか夢のような心地で、「そういう方たちにお会いできてラッキー!!」というミーハーな感覚だったという。無欲で「ここまでこられただけで幸せ」という感覚しかなかったため、緊張もあまりしなかったという。審査では思ったような演技ができず、「もっと男の子ぽく演じたい」と思うも女の子の声になり、1次審査の時より上手くいかなかったことを少し悔やんだという。合格するとは考えてもおらず、終了後は「ほんとにいい勉強、経験をさせていただいたなぁ」と思ったという。
3次審査には合格であることが本人たちに伏せられたまま、主要レギュラーとなる声優たちが集められた。大原は「いろんな組み合わせで試しているのかな」と思いながら読み合わせをしていたところ「これで決まりです」と言われたため、「ドッキリじゃないの？」と思わずカメラやドッキリのプラカードを探したという。頭の中が真っ白になり、「（驚きで）受け入れていいのかな」「うそでしょ?  どうしよう?  選ばれちゃった」という状態だったという。
公式発表まで秘密にする条件で、家族にも内緒だったため、辛く苦しかったという。公式発表の前夜に伝えた際に、夫は「は?? うそうそうそ! また冗談でしょ?」と直後は信じず、嘘ではないと理解した後は「おめでとう!すごいじゃん」と驚きながら、喜んでくれたという。
大原がスタッフから後に聞いた話によると、「素直で真っすぐなところが良かった」そうで、自分のなかから自然にのび太を出せたのがよかったようだと大原は語っている。

## 人物
気持ちを音で表すのは難しく、「どうしたら監督の求めている芝居に到達するんだろう」と思い悩み、プロデューサーに相談したこともあった。その時は「それは大原さんが自分で気づかないとできないんじゃないかな。私たちも、言葉では説明できないから」と言われ、現場で先輩たちがどうやって表現しているのかを見て、必死にヒントを探していたという。
これまで現場で怒られたことや指摘されたことは多数あった。何度もやり直しているうちに、声が腹から出ていなかったことで芝居の幅が狭まっていたことに気づき、きちんと声が出ていなかったことから、表現の幅も狭かったという。
『ドラえもん』自体は子供の頃から観ており、好きなアニメだった。その時に「こんな道具があったらいいな」と妄想したり、勇気づけてもらったり、子供なりに嫌なこと、辛いことなどがあった時に、『ドラえもん』を見て救われていた部分があったと語る。気が付けば『ドラえもん』が存在しており、「毎週この時間にテレビをつければドラえもんに会える」という安心感があったという。
演技のことでは、「のび太をつかんでいこう」と思い、原作の『ドラえもん』をたくさん読んでいた。
のび太役に抜擢後、「決まったからには頑張ろう」と思っていたが、プレッシャーが大きく、『ドラえもん』は歴史のあるアニメーションだったことから、「自分にできるのかな？　やっていけるのかな？」、「こんな大役が私に務まるのだろうか？」と思い、収録に入ると緊張だらけだった。抜擢されてからには、「責任を持ってこの役目を果たさなければいけない」という決意で、のび太役に向かった。それまで観ていたアニメーションで活躍する憧れの声優たちが現場におり、マイク前に立って芝居で絡む、作業は「すごいことだ」と思った。
最初の頃は余裕もなく、アドバイスを受けても要求されていることをキャッチできなかった。気持ちはのび太役とシンクロできていると思ったが、それを声だけで表現することが難しく、その時、音で感情の起伏を表現する難しさという壁にぶつかっていた。監督からも「気持ちは合っています。でもそれじゃ届きません」と言われ、「どうしたら声だけで観る人に届けることができるのか？」と悩んでいた。
初収録の時には、他のキャストたちも多数いたため、「本当に始まったんだ」と意識するようになった。第1話の収録は13時間ぐらいかかったといい、たくさんミスをして周囲に迷惑をかけてしまった。のび太役と変わらないように同じ動きをするつもりで演じるので、疲れたという。初回の収録では3話分収録していたため、終えた時はヘトヘトだったという。
『ドラえもん』の初回のオンエアを観て、オープニングに大原の名前が出た時は、感動していた。周囲からは「かわいいのび太だったよ」、「自然体で演じていたね」と良い評価を受けた。大原本人は「私自身はやはりいっぱいいっぱいだ…」、「自分が一生懸命にやっているのが、どうしても分かっちゃうな」と感じていた。
『ドラえもん』では収録前に入り、先にリハーサルをしていた。ほかのキャストが入って収録を開始し、皆の収録が終えてから、その後自分ができていないところを居残りで収録しており、毎週夜遅くまでしていた。
ドラえもん役の水田わさびも付き合ってくれたことから、ありがたかったという。スネ夫役の関智一にも相談をしたところ「自分の考えている、感じているのび太でやれればいい。色々考えなくても、めぐみちゃんはのび太なんだから、そのままでいい」とアドバイスを受けた。しずか役のかかずゆみとも「この話はどうやったら面白くなるかな」と話し合ったり、「このセリフは、こう立てたらいいよ」とアドバイスを貰ったという。
その後、『ドラえもん』の居残り収録にかかる時間は少しずつ短くなり、早く帰れるようにはなった。2017年時点では10年くらいたった頃、役にシンクロする感覚がつかめるようになり、『ドラえもん』の世界観をのび太と一緒に楽しめるようになっていたという。
『ドラえもん』を降板になるかもしれない危機感は常に持っている。ある時、「もう（役を降りていただいて）いいですよ」と言われても後悔しないように、毎回「今できることを全力でやろう」と思って取り組んでいるという。
のび太は国民的キャラクターなため、責任感は常に持ち、「観てくれる皆さんに楽しんでもらうにはどうしたらいいのか？」と考えながら台本を読んだり、表現の仕方を工夫している。ファンから「のび太が頑張っている姿を見て勇気をもらっています」という内容の手紙をくれることもあり、のび太を演じる上で大きな励みになっているという。
2017年時点では毎年、子供を連れて『映画ドラえもん』を観に行っているが、劇場で笑っている子供の姿を見て、「ああ、やっていて良かった?」と思うという。劇場で大人も子供もスクリーンに惹き込まれ、心が動いている状態を目のあたりにしていると、「私って、こんなに素敵なお仕事をさせてもらっているんだ」と幸せを感じるという。
趣味は料理、音楽鑑賞。免許・資格は美容師免許、英語検定準2級。座右の銘は「失敗は成功のもと」。
4人きょうだいの1番上で、弟がいる。

## 育児と仕事の両立
声優業開始後も夫は協力的で映画のキャンペーンなどで地方に行く際、時には大原の母や友人たちの協力のもと全面的に支援してくれているという。
育児と仕事の両立の難しさを感じる時について「現場に穴を開けるわけにはいかない」「子供の学校行事、発表会を観に行けない時も辛い」とインタビューで語っている。
行事に行けない時は子供に「（仕事と）同じぐらい大事だけどごめんね。観に行けないけど応援しているからね。頑張っておいで」と話して理解してもらっているという。

## 出演
太字はメインキャラクター。

### テレビアニメ
- ドラえもん（テレビ朝日版第2期）（2005年 - 、のび太[16]）
- スティッチ! 〜ずっと最高のトモダチ〜（2010年、生徒F、カップル女、四子、女性、女の子A）
- それでも町は廻っている（2010年、夏彦少年、末兼レポーター）
- けだまのゴンじろー（2019年 - 2020年、ハデス）
- もっと!まじめにふまじめ かいけつゾロリ（2020年 - 2022年、フルズ） - 2シリーズ[一覧 1]

### 劇場アニメ
2006年
- 映画ドラえもん シリーズ（2006年 - 2025年、のび太） - 21作品

### OVA
- やなせたかしメルヘン劇場 しっぽのうた（2008年、エス）

### ゲーム
- SIMPLE2000シリーズVol.70 THE 鑑識官（2005年、鑑太）
- ドラえもん シリーズ（2006年 - 2022年、野比のび太） - 13作品[一覧 3]
- スペクトラルジーン（2007年、エンジュ）
- テイルズランド（2011年、駿〈シュン〉）
- グランブルーファンタジー（2021年、のび太[19]）
- ぷよぷよ!!クエスト（2022年、のび太[20]）

### ドラマCD
- カラビツの鍵貸します（2012年、海松子、阿漕、千古）
- 平成新宿八犬伝（2013年、犬田小文吾）

### テレビ番組
- クイズモンスター（2007年）千秋のカードメンバーとして参加
- 大胆MAP 顔を見てみたいアニメキャラクター30人全部見せちゃうよ! 春の撮れたて新作SP（2008年4月6日、テレビ朝日）『ドラえもん』の野比のび太役として主要メンバー全員で出演
- ぼいすた!（2011年4月16日、BS-TBS）第3回で柚木涼香と共に出演
- お願い!ランキング GOLD ヤング声優VSアダルト声優 プロが選ぶ!本当にスゴい声優ランキング!!（2011年11月12日、テレビ朝日）アダルト声優ランキングで難波圭一を推薦した理由のコメントの際に出演
- 関ジャニの仕分け∞ 2時間スペシャル（2011年12月3日、テレビ朝日） - ゲスト
- ドラえもん知識王No.1決定戦スペシャル（2014年8月1日、テレビ朝日） - ナレーター
- 激レアさんを連れてきた。（2019年9月21日、テレビ朝日） - ゲスト

### ラジオ
- かかずゆみの超輝け!大和魂!!（＃146 2006年8月10日、＃539 2014年4月22日、＃540 4月29日） - ゲスト

### 吹き替え

#### 映画
- 武器人間（エヴァ〈クリスティーナ・カタリーナ〉[21]）

#### アニメ
- Doraemon -Gadget Cat from the Future-（のび太[22]）
- パシフィック・リム: 暗黒の大陸（シスター）
- ピンキッツワンダースター（ホギー）[23]

### CM
野比のび太の声で出演
- ロッテ「ガーナ」
- ココス
- NTT西日本「フレッツ」

### その他コンテンツ
野比のび太の声で出演
- 北海道旅客鉄道（JR北海道）車内放送 - 臨時特急「ドラえもん海底列車」（2005年 - 2006年）。吉岡海底駅の「ドラえもん海底ワールド」開催時に担当。
- Fキャラオールスターズ大集合 ドラえもん&パーマン 危機一髪!?
- 21エモン&ドラえもん ようこそ!ホテルつづれ屋へ
- すすめロボケット&ドラえもん 決戦!雲の上の竜巻城
- ドラえもん&チンプイ エリ様 愛のプレゼント大作戦
- ドラえもん&キテレツ大百科「コロ助のはじめてのおつかい」
- ポコニャン&ドラえもん「ポンポコニャンでここほれニャンニャン!?」
- ドラえもん&Fキャラオールスターズ「月面レースで大ピンチ!?」[24]
- ドラえもん&Fキャラオールスターズ「SF超特急（少し不思議エクスプレス）」[25]
- ドラえもん&SF短編「宇宙（そら）からのオトシダマ」
- ドラえもん&Fキャラオールスターズ ゆめの町、Fランド[26]

### シリーズ一覧
1. ↑  第1シリーズ（2020年）、第3シリーズ（2022年）
2. ↑  『映画ドラえもん のび太の恐竜2006』（2006年）、『映画ドラえもん のび太の新魔界大冒険 〜7人の魔法使い〜』（2007年）、『映画ドラえもん のび太と緑の巨人伝』（2008年）、『映画ドラえもん 新・のび太の宇宙開拓史』（2009年）、『映画ドラえもん のび太の人魚大海戦』（2010年）、『映画ドラえもん 新・のび太と鉄人兵団 〜はばたけ 天使たち〜』（2011年）、『映画ドラえもん のび太と奇跡の島 〜アニマル アドベンチャー〜』（2012年）、『映画ドラえもん のび太のひみつ道具博物館』（2013年）、『映画ドラえもん 新・のび太の大魔境 〜ペコと5人の探検隊〜』（2014年）、『STAND BY ME ドラえもん』（2014年）、『映画ドラえもん のび太の宇宙英雄記』（2015年）、『映画ドラえもん 新・のび太の日本誕生』（2016年）、『映画ドラえもん のび太の南極カチコチ大冒険』（2017年）、『映画ドラえもん のび太の宝島』（2018年）、『映画ドラえもん のび太の月面探査記』（2019年）、『映画ドラえもん のび太の新恐竜』（2020年）、『STAND BY ME ドラえもん 2』（2020年）、『映画ドラえもん のび太の宇宙小戦争 2021』（2022年）、『映画ドラえもん のび太と空の理想郷』（2023年）、『映画ドラえもん のび太の地球交響楽』（2024年）、『映画ドラえもん のび太の絵世界物語』（2025年）
3. ↑  『のび太の恐竜2006 DS』（2006年）、『のび太の新魔界大冒険DS』『ひみつ道具王決定戦！』（2007年）、『のび太と緑の巨人伝DS』（2008年）、『のび太と奇跡の島 〜アニマル アドベンチャー〜3DS』（2012年）、『のび太のひみつ道具博物館』（2013年）、『新・のび太の大魔境 〜ペコと5人の探検隊〜』（2014年）、『のび太の宇宙英雄記』（2015年）、『新・のび太の日本誕生』（2016年）、『のび太の南極カチコチ大冒険』（2017年）、『のび太の宝島』（2018年）、『ドラえもん のび太の牧場物語』[17]（2019年）、『ドラえもん のび太の牧場物語 大自然の王国とみんなの家』[18]（2022年）